# 京伦饭店

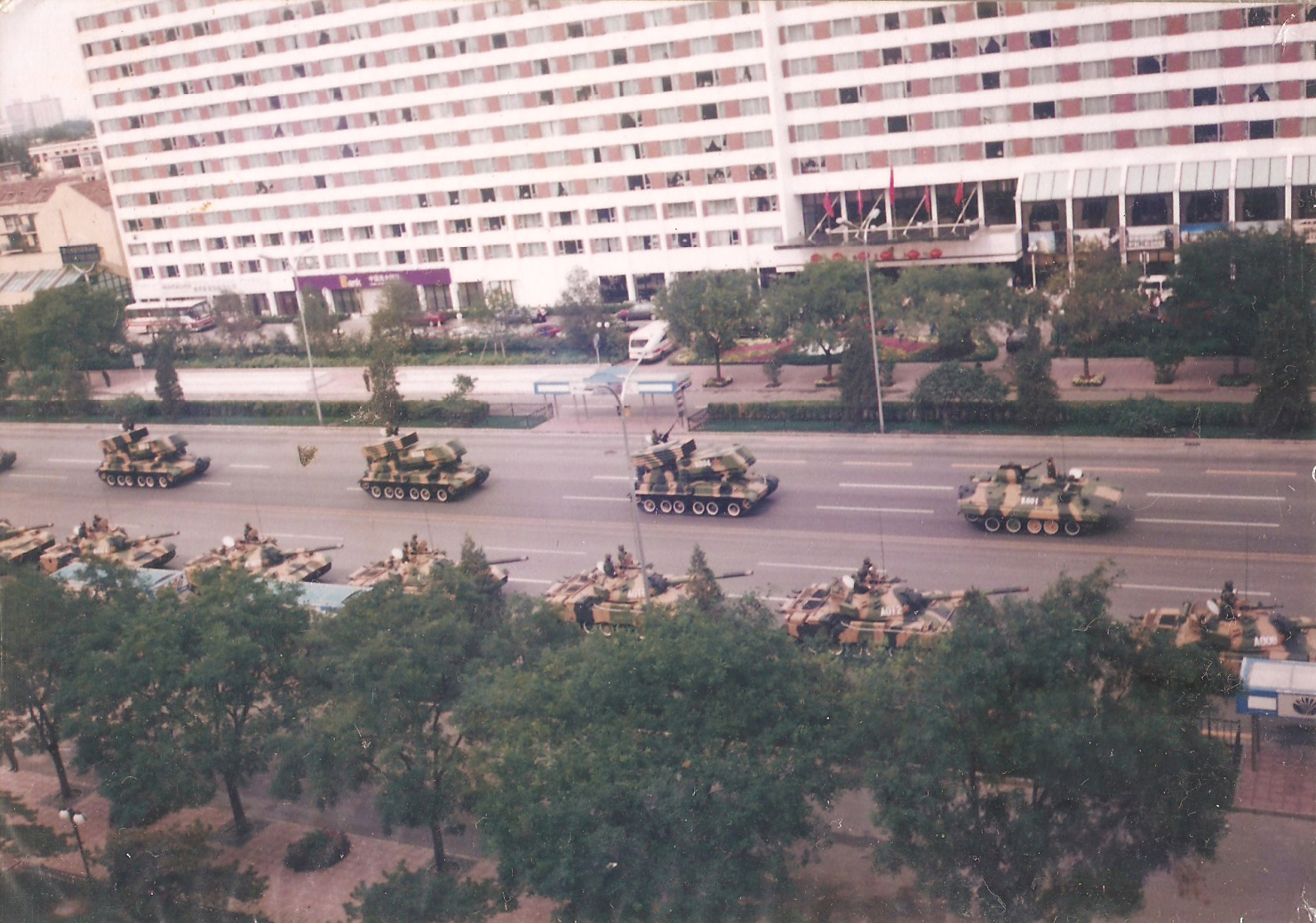
1999年10月1日的京伦饭店。

京伦饭店是一座位于中国北京市朝阳区建外街道建国门外大街3号的酒店，位于北京商务中心区（CBD）内，毗邻中国国际贸易中心、商务区、使馆区。
酒店由加拿大南塞·比尔柯夫斯基建筑事务所设计，1984年9月20日开业，初期由北京市旅游公司、中国银行北京信托咨询公司和香港北京假期有限公司合资经营:713，2007年3月至6月重新装修，是北京最早的一批涉外酒店，酒店有房间642间，两个日餐厅，一个餐厅，一个中餐厅，一个风味小吃餐馆。京伦饭店是由BTG-nikko hotel酒店管理公司协助管理。